# Державна реєстрація юридичних осіб
Державна реєстрація юридичних осіб — офіційне визнання шляхом засвідчення державою факту створення або припинення юридичної особи, засвідчення факту наявності відповідного статусу громадського об'єднання, професійної спілки, її організації або об'єднання, політичної партії, організації роботодавців, об'єднань організацій роботодавців та їхньої символіки, зміни відомостей, що містяться в Єдиному державному реєстрі юридичних осіб, фізичних осіб — підприємців та громадських формувань, про юридичну особу, а також проведення інших реєстраційних дій, передбачених Законом України «Про державну реєстрацію юридичних осіб, фізичних осіб — підприємців та громадських формувань». Юридична особа підлягає державній реєстрації у встановленому законом порядку.

## Порядок реєстрації юридичних осіб
Порядок проведення державної реєстрації юридичної особи передбачений статтями 24, 25 – 27 Закону України "Про державну реєстрацію юридичних осіб та фізичних осіб – підприємців та громадських формувань".
Для проведення державної реєстрації юридичної особи вимагається подання документів, що передбачені ст. 24 "Про державну реєстрацію юридичних осіб та фізичних осіб – підприємців та громадських формувань", зокрема:
1. Заповнена реєстраційна картка (Форма 1) - на проведення державної реєстрації юридичної особи, утвореної шляхом заснування нової юридичної особи або Заповнена реєстраційна картка (Форма 2) - на проведення державної реєстрації юридичної особи, утвореної шляхом реорганізації діючої (діючих) юридичної особи (юридичних осіб) у результаті злиття, поділу, виділу або перетворення.
2. Рішення засновників або уповноваженого ними органу про створення юридичної особи - протокол загальних чи установчих зборів засновників або рішення засновника.
3. Два примірники установчих документів - статут (або положення, або засновницький договір) прошивається, пронумеровується та підписується засновником (засновниками) або уповноваженими особами.

Документи подаються особисто заявником або надсилаються поштовим відправленням з описом вкладення, або в електронній формі.
У разі подання документів поштовим відправленням справжність підпису заявника на реєстраційній картці повинна бути нотаріально засвідчена
Статут не подається при створенні юридичної особи на підставі модельного статуту, затвердженого постановою Кабінету Міністрів України. В реєстраційній картці проставляється відповідна відмітка з посиланням на типовий установчий документ.

## Результати проведення державної реєстрації юридичної особи
Оскільки проведення державної реєстрації є послугою, то вона має відповідний строк і результат.
Строк надання послуги: у день надходження документів.
Результат надання послуги: результатом проведення державної реєстрації юридичної є включення даних особи до єдиного державного реєстру, відкритого для загального ознайомлення.
Підстави для відмови у проведенні державної реєстрації юридичної особи встановлюються законом. Відмова у проведенні державної реєстрації юридичної особи з інших підстав, ніж встановлені законом, не допускається.  Відмова у державній реєстрації, а також зволікання з її проведенням можуть бути оскаржені до суду.
До єдиного державного реєстру вносяться відомості про організаційно-правову форму юридичної особи, її найменування, місцезнаходження, органи управління, філії та представництва, мету установи, а також інші відомості, встановлені законом.
Зміни до установчих документів юридичної особи, які стосуються відомостей, включених до єдиного державного реєстру, набирають чинності для третіх осіб з дня їх державної реєстрації. Юридичні особи та їх учасники не мають права посилатися на відсутність державної реєстрації таких змін у відносинах із третіми особами, які діяли з урахуванням цих змін.
У випадку успішного проведення державної реєстрації один примірник оригіналу установчих документів юридичної особи та виписка з Єдиного державного реєстру юридичних осіб та фізичних осіб – підприємців  протягом 24 годин надсилається заявнику або видається наручно.

## Довідково
- Адміністративний збір за проведення державної реєстрації юридичної особи не справляється.
- Всі документи подаються державною (українською) мовою.
- Хоча строк надання послуги встановлено в 24 години, фактично послуга може бути повноцінно надана тільки після отримання державним реєстратором від органів статистики, Державної фіскальної служби, Пенсійного фонду України даних про взяття на облік юридичної особи.